# Tanken – mehr als Super
Tanken – mehr als Super ist eine deutsche Sitcom auf ZDF Neo. Es handelt sich um eine Adaption der isländischen Serie Næturvaktin. Die Erstausstrahlung erfolgte am 31. Juli 2018.

## Handlung
Georg Bergstedt wird als Leiter der Tagschicht an der Super-Tankstelle abgesetzt und muss stattdessen die Nachtschicht leiten. Seine Mitarbeiter sind Olaf, der eine Metal-Band managt und ein begnadeter Sänger ist, und Daniel, der sein Medizinstudium abgebrochen hat und die Arbeit an der Tankstelle als Zwischenlösung sieht. Seine Freundin Charlotte versucht immer wieder, ihn zurück an die Universität zu bekommen. Olaf verliebt sich in Jana, die neue Leiterin der Tagschicht. Jana indes hat nur Augen für Daniel.
Georg Bergstedt will so schnell wie möglich wieder die Tagschicht zugewiesen bekommen und versucht deshalb mit allen möglichen Aktionen, sich als Führungspersönlichkeit zu profilieren und den Umsatz zu steigern. Die Einsatzbereitschaft seiner Mitarbeiter vermag diesem Ziel kaum zu entsprechen. Stattdessen droht Bergstedt die Entlassung, da er durch seine Aktionen immer wieder Schäden verursacht.
Am Staffelende stellt sich heraus, dass die neue Tagschichtleiterin Jana, über die Bergstedt keine Informationen finden konnte, vom BND eine neue Identität bekommen hatte und das Kind eines Nordkoreaners in Sicherheit gebracht hat. Da  Bergstedt irrtümlich eine Demonstration gegen ein Behindertenheim gestartet hat, wird er entlassen. Die Belegschaft versucht mit einem Gesangsvideo, dies rückgängig zu machen.

## Besetzung
| Schauspieler               | Rolle            | Hauptrolle (Episoden) | Nebenrolle (Episoden) |
| -------------------------- | ---------------- | --------------------- | --------------------- |
| Stefan Haschke             | Georg Bergstedt  | 1.01–                 |                       |
| Daniel Zillmann            | Olaf Hölzel      | 1.01–                 |                       |
| Ludwig Trepte              | Daniel Krüger    | 1.01–                 |                       |
| Christina Petersen         | Jana Leleur      | 1.01–                 |                       |
| Vita Tepel                 | Charlotte        | 1.01–                 |                       |
| Sara Fazilat               | Nesrin           |                       | 1                     |
| Benjamin-Lew Klon          | Sanitäter        |                       | 1                     |
| Alexander Grünberg         | Einsatzleiter    |                       | 1                     |
| Mathias Wiebalck           | Waldemar         |                       | 1                     |
| Elga Schütz                | Liliane          |                       | 1                     |
| Nick Holaschke             | Timo             |                       | 1                     |
| Michael von Rospatt        | Oppa             |                       | 2                     |
| Alexander E. Fennon        | Dr. Ehrenreich   |                       | 2, 7                  |
| Nenad Lucic                | Karlheinz        |                       | 2, 11, 12             |
| Paul Schröder              | Freeze           |                       | 2, 10, 11, 12         |
| Ella Marie Hönemann        | Penelope         |                       | 2                     |
| Joana Adu-Gyanfi           | Schwester Janice |                       | 3                     |
| Darja Mahotkin             | Schwester Clara  |                       | 3, 7                  |
| Hendrik von Bültzingslöwen | Reporter Robert  |                       | 3                     |
| Thomas Mehlhorn            | Fotograf Karl    |                       | 3                     |
| Katrin Ingendoh            | Abschleppfrau    |                       | 3, 6                  |
| Eko Fresh                  | Mehmet           |                       | 4                     |
| Katja Danowski             | Petra Bergstedt  |                       | 4, 6                  |
| Maureen Havlena            | Kurierfahrerin   |                       | 4                     |
| Michael Lott               | Werner           |                       | 4                     |
| Nadine Boske               | Silvia           |                       | 5                     |
| Stephan Schad              | Herr Krüger      |                       | 5                     |
| Harry Lampl                | Fotograf         |                       | 6                     |
| Thelma Buabeng             | Polizistin 1     |                       | 6                     |
| Meike Schmidt              | Polizistin 2     |                       | 6                     |
| Thomas Klees               | Giorgio          |                       | 6                     |
| Volker Zack Michalowski    | Willy Leumann    |                       | 7                     |
| Stefan Leonard             | Pkw-Fahrer       |                       | 7                     |
| José Barros                | Trucker          |                       | 7                     |
| Jogi Kaiser                | Wütender Kunde   |                       | 7                     |
| Sabine Hahn                | Oma              |                       | 7                     |

## Episodenliste

### Staffel 1
1. Kundenterror
2. Pornorausch
3. Crimestopper
4. Gourmettempel
5. Frauenversteher
6. Millionengrab
7. Doppelschicht
8. Kindsköpfe
9. Geburtsstunde
10. Ungeziefer
11. Blindgänger
12. Schichtende

## Ausstrahlung
ZDF Neo strahlte die erste Staffel seit dem 31. Juli 2018 aus.

## Rezeption
Die Kritiken fielen gemischt bis negativ aus. Jana Bärenwaldt von Fernsehserien.de gab der Sendung eine sehr negative Kritik. Sie befand die Sendung für „mehr als super-schlecht“, meinte, dem „Import-Format fehlt es an jeglicher Originalität“ und vergab eine Wertung von 0,5 von 5 Sternen. David Segler von der Frankfurter Rundschau bezeichnete die Sendung als „Witzfigurenkabarett“ und „hanebüchener Sitcom-Klamauk“ und meinte, „Es ist schon beeindruckend wie lang gerade sich 25 Minuten anfühlen können. Bei der belanglosen Klamauk-Farce von ‚Tanken‘ werden sie zu einer Ewigkeit.“ Julian Miller von Quotenmeter.de vergab ebenfalls eine großenteils negative Kritik und meinte, „‚Tanken‘ hat leider nichts zu bieten als das Offensichtliche […] Die Serie erzählt, als habe es seit den Tagen von ‚Ritas Welt‘ keinerlei inhaltliche Weiterentwicklung, keinerlei neue Impulse gegeben. Super ist das nicht. Allerhöchstens E10.“ In einem Artikel der Zeit hieß es: „Wenn das ZDF ein zehn Jahre altes isländisches Format adaptiert und als neue Comedy-Offensive verkauft, muss es schon ziemlich verzweifelt sein. […] Der fiktiven ‚Super‘-Tankstelle auf ZDFneo fehlt leider jeder lakonische Witz, obwohl das Team […] durchaus Potenzial hätte. Die Schauspieler bleiben dazu verdonnert, Standardsituationen mit vorhersehbaren Dialogen zu verarbeiten [...].“
Heike Hupertz von der FAZ vergab hingegen eine positive Kritik, meinte, „das hat echtes Witzpotential“ und „manche Episode hat noch Luft nach oben. Insgesamt aber macht die […] deutsche Sitcom ‚Tanken‘ Lust auf mehr.“
Jón Gnarr, einer der Autoren und der Hauptdarsteller der isländischen Original-Serie, zeigte sich verärgert über die Serie und bezichtigte die isländische Produktionsfirma Saga-Film der Urheberrechtsverletzung, da er über die Produktion der Serie nicht informiert worden war, er in der Sendung nicht als Autor genannt wird und für die Sendung kein Geld bekommen hat.